# Darnets
Darnets is een gemeente in het Franse departement Corrèze (regio Nouvelle-Aquitaine) en telt 336 inwoners (2005). De plaats maakt deel uit van het arrondissement Ussel.

## Geografie
De oppervlakte van Darnets bedraagt 25,3 km², de bevolkingsdichtheid is 13,3 inwoners per km².
De onderstaande kaart toont de ligging van Darnets met de belangrijkste infrastructuur en aangrenzende gemeenten.

## Demografie
Onderstaande figuur toont het verloop van het inwonertal (bron: INSEE-tellingen).